# Судововишнянська ратуша
Судововишня́нська ра́туша — ратуша, колишнє приміщення магістрату міста Судова Вишня, що в Мостиському районі Львівської області. 
Розташована поруч з центральною площею міста. Ратуша невелика, прямокутна у плані, двоповерхова, з невисокою, квадратною у плані ратушною вежею. На вежі (на рівні четвертого поверху) вмонтовано годинник з трьома невеликими циферблатами. Вежу завершує сиґнатурка з флюгером у формі стріли. 
Фасад ратуші не має багато елементів декору, все ж будівля виглядає елегантно і привабливо. Цьому сприяє хвилястий парапет даху, прикрашений оригінальною ліпниною, а також напівкруглий балкончик над головним входом. Елегантності будівлі додають також ліпнина на вежі та фігурна сиґнатурка. 
Нині в ратуші розміщені філіал банку та міліцейський відділок. 